# Tourouvre
Tourouvre és un municipi francès situat al departament de l'Orne i a la regió de Normandia. L'any 2007 tenia 1.651 habitants.

## Demografia

### Població
El 2007 la població de fet de Tourouvre era de 1.651 persones. Hi havia 756 famílies de les quals 268 eren unipersonals (92 homes vivint sols i 176 dones vivint soles), 260 parelles sense fills, 172 parelles amb fills i 56 famílies monoparentals amb fills.
La població ha evolucionat segons el següent gràfic:
Habitants censats

### Habitatges
El 2007 hi havia 957 habitatges, 770 eren l'habitatge principal de la família, 144 eren segones residències i 43 estaven desocupats. 798 eren cases i 157 eren apartaments. Dels 770 habitatges principals, 487 estaven ocupats pels seus propietaris, 266 estaven llogats i ocupats pels llogaters i 17 estaven cedits a títol gratuït; 10 tenien una cambra, 88 en tenien dues, 198 en tenien tres, 224 en tenien quatre i 250 en tenien cinc o més. 477 habitatges disposaven pel capbaix d'una plaça de pàrquing. A 369 habitatges hi havia un automòbil i a 242 n'hi havia dos o més.

### Piràmide de població
La piràmide de població per edats i sexe el 2009 era:
| Homes | Edats   | Dones |
| ----- | ------- | ----- |
| 4     | 95 o +  | 4     |
| 0     | 90 a 94 | 16    |
| 4     | 85 a 89 | 20    |
| 12    | 80 a 84 | 40    |
| 56    | 75 a 79 | 60    |
| 40    | 70 a 74 | 60    |
| 64    | 65 a 69 | 80    |
| 20    | 60 a 64 | 32    |
| 56    | 55 a 59 | 40    |
| 64    | 50 a 54 | 80    |
| 44    | 45 a 49 | 44    |
| 44    | 40 a 44 | 28    |
| 48    | 35 a 39 | 60    |
| 64    | 30 a 34 | 40    |
| 60    | 25 a 29 | 40    |
| 40    | 20 a 24 | 36    |
| 48    | 15 a 19 | 52    |
| 36    | 10 a 14 | 60    |
| 40    | 5 a 9   | 40    |
| 28    | 0 a 4   | 36    |

## Economia
El 2007 la població en edat de treballar era de 931 persones, 650 eren actives i 281 eren inactives. De les 650 persones actives 558 estaven ocupades (291 homes i 267 dones) i 92 estaven aturades (46 homes i 46 dones). De les 281 persones inactives 116 estaven jubilades, 58 estaven estudiant i 107 estaven classificades com a «altres inactius».

### Ingressos
El 2009 a Tourouvre hi havia 762 unitats fiscals que integraven 1.622,5 persones, la mediana anual d'ingressos fiscals per persona era de 15.663 €.

### Activitats econòmiques
Dels 83 establiments que hi havia el 2007, 2 eren d'empreses extractives, 2 d'empreses alimentàries, 1 d'una empresa de fabricació de material elèctric, 4 d'empreses de fabricació d'altres productes industrials, 9 d'empreses de construcció, 17 d'empreses de comerç i reparació d'automòbils, 2 d'empreses de transport, 7 d'empreses d'hostatgeria i restauració, 1 d'una empresa d'informació i comunicació, 6 d'empreses financeres, 5 d'empreses immobiliàries, 8 d'empreses de serveis, 12 d'entitats de l'administració pública i 7 d'empreses classificades com a «altres activitats de serveis».
Dels 30 establiments de servei als particulars que hi havia el 2009, 1 era una oficina d'administració d'Hisenda pública, 1 gendarmeria, 1 oficina de correu, 5 oficines bancàries, 3 tallers de reparació d'automòbils i de material agrícola, 4 paletes, 2 guixaires pintors, 3 fusteries, 3 perruqueries, 1 veterinari, 3 restaurants, 2 agències immobiliàries i 1 tintoreria.
Dels 7 establiments comercials que hi havia el 2009, 1 era un hipermercat, 1 una gran superfície de material de bricolatge, 1 una botiga de menys de 120 m², 2 carnisseries, 1 una llibreria i 1 una joieria.
L'any 2000 a Tourouvre hi havia 17 explotacions agrícoles que ocupaven un total de 1.133 hectàrees.

## Equipaments sanitaris i escolars
L'únic equipament sanitari que hi havia el 2009 era una farmàcia.
El 2009 hi havia una escola elemental.

## Poblacions més properes
El següent diagrama mostra les poblacions més properes.